# Coco Hotahota

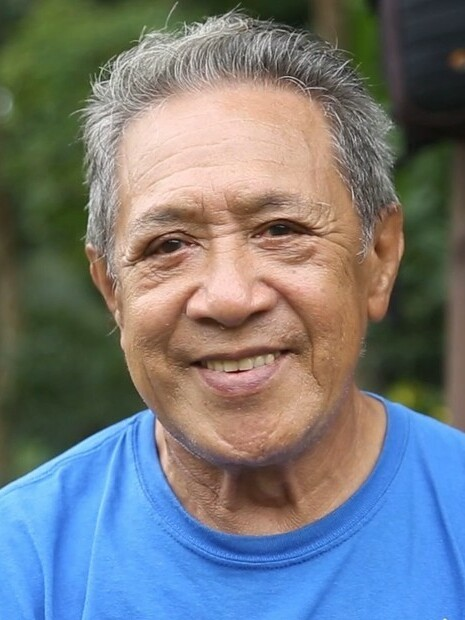
⠀⠀⠀⠀⠀⠀

Jean Hotahota, conhecida como Coco Hotahota, nascida em 1 de janeiro de 1941 em Moorea-Maiao (Polinésia Francesa) e falecida em 8 de março de 2020 em Pirae (Taiti, Polinésia Francesa), foi um dançarino e coreógrafo da Polinésia Francesa que fundou a trupe Temaeva em 1962. É considerado o coreógrafo maior de la danca 'Ori tahiti.

## Videografia
- Coco Hotahota : te maeva (2019)[5] Dirigido por Jonathan Bougard. Produção In Vivo / TNTV